# Lasseube-Propre
 Lasseube-Propre  (en occitano La Seuva Pròpra) es una población y comuna francesa, ubicada en la región de Mediodía-Pirineos, departamento de Gers, en el distrito de Auch y cantón de Auch-Sud-Ouest.

## Demografía
| 143 | 143 | 138 | 163 | 210 | 237 | 326 |
| Para los censos de 1962 a 1999 la población legal corresponde a la población sin duplicidades (Fuente: INSEE [Consultar]) |     |     |     |     |     |     |